# Een demon laat zich verschalken
Een demon laat zich verschalken is een volksverhaal uit India.

## Het verhaal
Ratnavatie is de mooie dochter van de koning en een demon is verliefd op haar. Elke avond wil hij haar benaderen, maar ze voelt niks voor de dwaas. De prinses trekt een magische cirkel om zich heen en de demon kan haar niet benaderen. Rond het schemeruur blijft hij haar bespieden en hoort haar verzuchten of ze ooit van de schemerdemon afkomt. De dwaze demon is jaloers op de schemerdemon en hij besluit zich als wit paard te vermommen. Een dief komt in de stal en rijdt weg op het demon-paard en de demon vraagt zich af hoe hij van deze schemerdemon kan afkomen. De dief verbaast zich over de snelheid van het paard, hij houdt zich vast aan takken van een boom en is blij aan de demon ontsnapt te zijn.
Hogerop in de boom zit een aap. De aap vraagt waarom de menseneter een mens op zijn rug liet zitten en zegt dat het mens in de boom zit. De demon neemt zijn ware vorm aan en de dief pakt de staart van de aap. De aap raakt bekneld tussen twee takken en de dief bijt er een stuk van af. Het gezicht van de aap trekt een lelijke grimas door de pijn en zijn ogen schieten vol tranen. De demon kijkt hem aan en zet het op een lopen, hij wil de schemerdemon nu zelf niet meer zien na het gezicht van de aap te hebben aanschouwd. De prinses werd voortaan met rust gelaten door de demon.

## Achtergronden
- Het verhaal komt uit de Pancatantra, een verzameling volksverhalen (voornamelijk fabels) die rond de vijfde eeuw v.Chr. in het sanskriet zijn opgetekend. De Pancatantra hoort bij de Niti-literatuur (gedragscode voor de wijze), deze literatuur is didactisch en speciaal bedoeld voor het onderwijs aan zonen van vorsten en notabelen.